# Lincoln City
Lincoln City – miasto w Stanach Zjednoczonych, w stanie Oregon, w hrabstwie Lincoln, nad Oceanem Spokojnym.